# 岡山県司法書士会
岡山県司法書士会（おかやまけんしほうしょしかい）は、日本に50法人ある司法書士会のひとつである。

## 概要
日本に50法人ある司法書士会のひとつで佐藤敏哉が会長を務めている。現在、382名の司法書士が所属している。

## 支部
- 岡山支部
- 倉敷支部
- 津山支部

## 面談による無料法律相談
- おかやま総合相談センター
- くらしき総合相談センター
- つやま総合相談センター

## 所在地
岡山県岡山市北区駅前町二丁目2番12号